# Krisztina Egerszegi
Krisztina Egerszegi (Budapeste, 16 de agosto de 1974) é uma nadadora húngara, vencedora de cinco medalhas de ouro em Jogos Olímpicos. Ex-detentora de recordes mundiais, participou de três Olimpíadas (1988, 1992 e 1996), é um dos dois indivíduos que já venceram o mesmo evento na natação em três Olimpíadas consecutivas (o outro é Dawn Fraser).
Ela deteve o recorde mundial nos 200 metros costas por quase 17 anos (agosto de 1991 a fevereiro de 2008), com 2m06s62, tempo que continua sendo recorde europeu. É o registro mais antigo na lista européia, e o segundo mais antigo dos recordes húngaros - seu antigo recorde mundial nos 100 metros costas (1m00s31) é o mais antigo. Seu recorde mundial dos 100m costas durou entre 1991 e 1994.
Na sua primeira Olimpíada, em Seul 1988, ela se tornou a mais jovem mulher a ser campeã olímpica na natação, quando ela ganhou os 200m costas com a idade de 14 anos e 41 dias. Esse recorde foi quebrado em 1992 por Kyoko Iwasaki, do Japão.
Entre 1988 e 1996, ela ganhou cinco medalhas de ouro olímpicas, na época um recorde de ouros individuais entre os nadadores. Este recorde foi quebrado por Michael Phelps, que já ganhou nove ouros individuais. 
Seu apelido era "Eger" (rato), um trocadilho com seu sobrenome, devido a sua juventude e tamanho físico. 
Ela entrou no International Swimming Hall of Fame em 2001.
Foi eleita Nadadora do Ano pela revista Swimming World Magazine nos anos de 1991, 1992 e 1995.